# Noční směna (seriál)
Noční směna (v anglickém originále The Night Shift) je americký lékařský dramatický televizní seriál, který byl poprvé vysílán na stanici NBC dne 27. března 2014. Jeho tvůrci jsou Gabe Sachs a Jeff Judah. Seriál sleduje zaměstnance noční směny na pohotovosti v nemocnici v San Antoniu. Dne 17. listopadu 2016 stanice objednala čtvrtou řadu, která měla premiéru 22. června 2017.

## Obsazení

### Hlavní role
- Eoin Macken jako Dr. Thomas Charles „TC“ Callahan
- Jill Flint jako Dr. Jordan Alexander
- Ken Leung jako Dr. Christopher „Topher“ Zia (1.–3. řada)
- Brendan Fehr jako Dr. Andrew „Drew“ Alister
- Robert Bailey Jr. jako Dr. Paul Cummings
- JR Lemon jako zdravotní bratr Kenny Fournette
- Jeananne Goossen jako Dr. Krista Bell-Hart (1.–2. řada)
- Freddy Rodriguez jako Dr. Michael Ragosa (1.–2. řada)
- Daniella Alonso jako Dr. Landry de la Cruz (1. řada)
- Scott Wolf jako Dr. Scott Clemmens (vedlejší role 1.–2. řada, hlavní role 3. řada–)
- Tanaya Beatty jako Dr. Shannon Rivera (3. řada–)

### Vedlejší role
- Esodie Geiger jako zdravotní sestra Molly Ramos (1.–4. řada)
- Alma Sisneros jako zdravotní sestra Jocelyn Diaz (1.–4. řada)
- Catharine Pilafas jako zdravotní sestra Bardocz (1.–3. řada)
- Luke Macfarlane jako Rick Lincoln
- Merle Dandridge jako Gwen Gaskin (2.–3. řada)
- Sarah Jane Morris jako Annie Callahan (2.–3. řada, host – 4. řada)
- Adam Rodriguez jako Dr. Joey Chavez (2. řada)
- James McDaniel jako Dr. Julian Cummings (2. řada–)
- Briana Marin jako zdravotní sestra Nina Alvarez (3. řada–)
- Jennifer Beals jako Dr. Sydney „Syd“ Jennings (3. řada, host – 4. řada)
- AnnaLynne McCord jako Jessica Sanders (3. řada)
- Kyla Kenedy jako Brianna (3. řada–)
- Elizabeth Sung jako Sumei Zia (3. řada)
- Mark Consuelos jako Dr. Cain Diaz (4. řada)

## Vysílání
| Řada | Díly | Premiéra v USA  | Premiéra v USA    | Premiéra v ČR  | Premiéra v ČR  |
| Řada | Díly | První díl       | Poslední díl      | První díl      | Poslední díl   |
| ---- | ---- | --------------- | ----------------- | -------------- | -------------- |
| 1    | 8    | 27. května 2014 | 15. července 2014 | 13. října 2015 | 23. října 2015 |
| 2    | 14   | 23. února 2015  | 18. května 2015   | 1. srpna 2016  | 18. srpna 2016 |
| 3    | 13   | 1. června 2016  | 31. srpna 2016    | 15. září 2018  | 27. září 2018  |
| 4    | 10   | 22. června 2017 | 31. srpna 2017    | 28. září 2018  | 7. října 2018  |

## Produkce
Poprvé se o seriálu začalo mluvit v říjnu roku 2011, stanice se však rozhodla pilotní díl neobjednat. Dne 8. října 2012 se stanice rozhodla pilotní díl objednat s novým názvem seriálu After Hours. Díl režíroval Pierre Morel a scénář k němu napsali Gabe Sachs a Jeff Judah.
Dne 10. května 2013 stanice NBC objednala první řadu seriálu pod poslední názvem The Night Shift.

### Natáčení
První řada se začala natáčet v srpnu roku 2013 v Albuquerque v Novém Mexiku a skončila v půlce listopadu. Třetí řada se natáčela od února roku 2016 do června roku 2016. Čtvrtá řada se začala natáčet v dubnu roku 2017.